# Amtsgericht Nikolaiken
Das Amtsgericht Nikolaiken war ein preußisches Amtsgericht mit Sitz in Nikolaiken, Ostpreußen.

## Geschichte
In Nikolaiken bestand bis 1849 das Land- und Stadtgericht Nikolaiken und danach ab 1838 die Gerichtskommission Nikolaiken des Land- und Stadtgerichtes Sensburg und ab 1849 des Kreisgerichtes Sensburg. Im Rahmen der Reichsjustizgesetze wurden die bestehenden Gerichte aufgehoben und einheitlich Amtsgerichte gebildet. Das königlich preußische Amtsgericht Nikolaiken wurde mit Wirkung zum 1. Oktober 1879 als eines von zehn Amtsgerichten im Bezirk des Landgerichtes Lyck im Bezirk des Oberlandesgerichtes Königsberg gebildet. Der Sitz des Gerichtes war Nikolaiken. Sein Gerichtsbezirk umfasste aus dem Kreis Sensburg den Stadtbezirk Nikolaiken und die Amtsbezirke Lucknainen, Schaden, Schimonken, Spirding und Wosnitzen. Am Gericht bestand 1880 eine Richterstelle. Das Amtsgericht war damit ein kleines Amtsgericht im Landgerichtsbezirk.
Im Jahre 1945 wurden der Amtsgerichtsbezirk unter polnische Verwaltung gestellt und die deutschen Einwohner vertrieben. Damit endete auch die Geschichte des Amtsgerichtes Nikolaiken.